# Strada di Osimo
La Strada del Monte Sabotino (in sloveno: Sabotinska cesta), meglio nota come Strada di Osimo (Osimska cesta), è una strada internazionale che collega le località slovene di Salcano (Solkan) e Poggio San Valentino (Podsabotin) attraverso una servitù di passaggio posta sul territorio italiano. La strada venne costruita a seguito del Trattato di Osimo del 1975 che costituì la cornice normativa per la costruzione di un'infrastruttura in territorio italiano ma condivisa con la Jugoslavia.
Il tratto sul territorio italiano è costruito in una trincea alta due metri ed è sottoposto a particolari regole sul transito veicolare.

## Storia

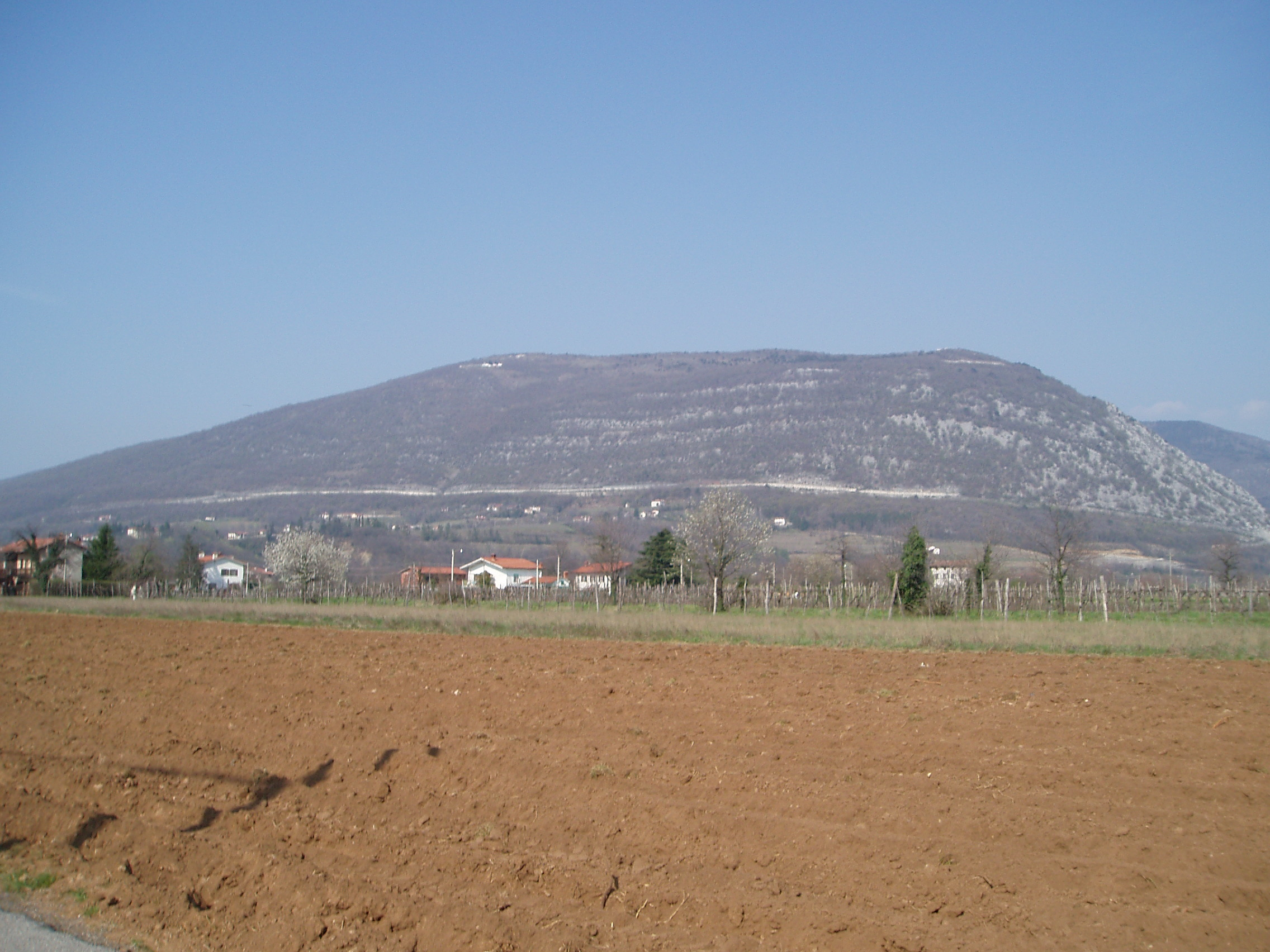
Vista del monte Sabotino da Gorizia, è visibile a mezzacosta la strada di Osimo.

Prima degli accordi internazionali, esistevano diversi valichi di frontiera minori tra il Collio sloveno e il Friuli-Venezia Giulia, ma avevano un orario di apertura limitato, che impediva alle persone di comunicare normalmente con il loro paese d'origine o le costringeva a utilizzare un percorso molto più lungo lungo la strada che sale a nord sulla valle dell'Isonzo fino a Plava e prosegue verso Nova Gorica, dove la maggior parte degli abitanti andava a lavorare.
Il Trattato di Osimo stipulato il 10 novembre 1975 tra l'Italia e la Jugoslavia stabilì espressamente all'articolo 9 di costruire tale collegamento. L'articolo 6 dell'Accordo sullo sviluppo della cooperazione economica dettaglia meglio i rispettivi adempimenti.
La strada fu costruita secondo il progetto elaborato dalla commissione mista italo-jugoslava di cui all'art. 6 dell'accordo sulla promozione economica e finanziata dai governi italiano e jugoslavo, ciascuno per il proprio tratto di competenza della strada. Nel 1978 il governo italiano destinò all'ANAS un finanziamento di 1,55 miliardi di lire.
Nel 1980 venne iniziata la costruzione del tratto dal confine con l'Italia fino a Poggio San Valentino, ma nella primavera del 1982 i lavori furono sospesi per mancanza di risorse finanziarie. La costruzione riprese nell'aprile 1983 e ai lavori di sterro partecipò anche un reparto di genieri dell'esercito Jugoslavo.

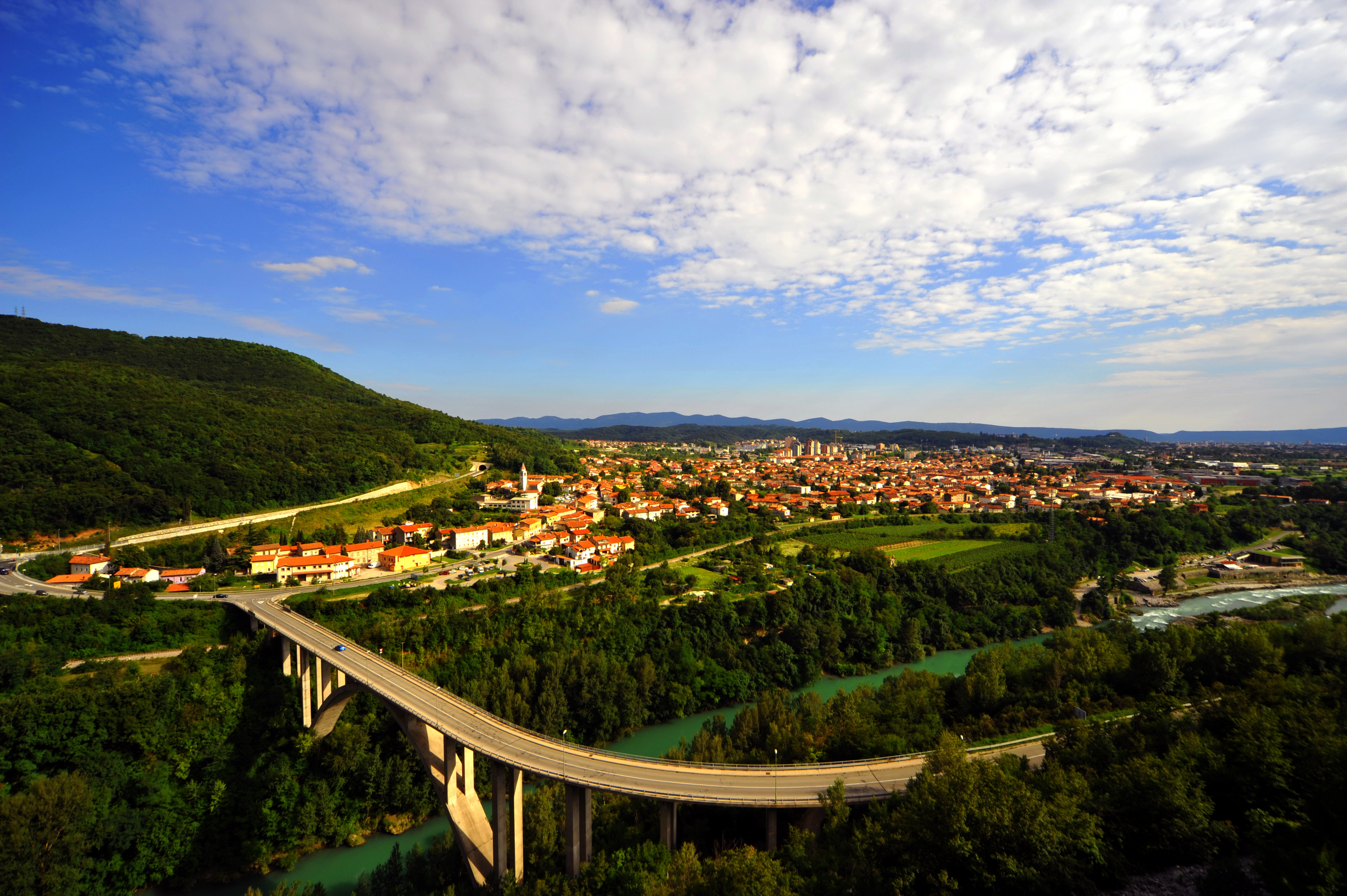
Ponte sul fiume Isonzo, con la città di Nova Gorica sullo sfondo

A seguito del completamento del ponte sull'Isonzo, la strada fu inaugurata il 15 giugno 1985 dai sindaci di Gorizia e Nova Gorica.
Secondo l'accordo nel 1975 tra l'Italia e la Jugoslavia il tratto italiano venne assegnato al controllo jugoslavo per 25 anni e successivi periodi di dieci anni rinnovati tacitamente a meno di denuncia da farsi almeno due anni prima della scadenza del periodo. Come da accordo, il controllo del traffico veicolare è sotto il controllo della polizia slovena anche nel tratto di circa 1,6 chilometri che si trova in territorio italiano, gestito anch'esso dalla Direkcija Republike Slovenije za ceste (Agenzia slovena delle strade).
Nell'ambito della costruzione della strada, vennero realizzati il ponte di Salcano che attraversa il fiume Isonzo e altre dieci strutture più piccole per colmare corsi d'acqua con portate da 1 a 11 m, mentre furono scavati o riempiti quasi 400 000 m³ di materiali.

## Classificazione
Alla strada è stato attribuito il numero R2-402 nella numerazione ufficiale slovena e nel tratto in territorio italiano dei cavalcavia permettono la circolazione delle persone da e per il monte Sabotino. Secondo la numerazione dell'ANAS la strada è la NSA 55.

Le cosiddette "piste di sorveglianza" nel territorio italiano sono ufficialmente classificate come "NSA 55 bis".

## Percorso
La strada regionale R2-402 inizia a Salcano, all'incrocio con la strada principale 103, attraversa l'Isonzo con un grande ponte ad arco in cemento armato, lungo 238 metri e alto 55 metri (campata centrale di 102 metri) e sale in due tornanti fino al confine di stato sul versante del Monte Sabotino.
Nel tratto sul territorio italiano, la strada passa attraverso un corridoio lungo 1594 metri: questa parte è costruita in trincea e presenta una recinzione alta due metri su entrambi i lati della strada con cancelli gestiti dalle autorità italiane. Il regime di comportamento da tenere durante l'attraversamento del corridoio è stato determinato dal Regolamento sull'uso della Sabotinska cesta, pubblicato il 7 ottobre 1983 in appendice alla Gazzetta ufficiale slovena nº 8 - Trattati internazionali: questo tratto di strada è destinato esclusivamente al traffico di transito ed è vietato sostare su di esso; su questo tratto non è consentito circolare con veicoli militari e sono vietate le fotografie.
La strada raggiunge di nuovo il confine di stato davanti all'insediamento di Poggio San Valentino e poi costeggia la valle del torrente Pevnica fino a Colmo, dove si collega alla vecchia rete stradale. La strada regionale 402 prosegue poi verso Quisca, San Martino, Castel Dobra e Neblo e termina alla frontiera del valico di Vencò.